# Aïcha Tihar
Pour les articles homonymes, voir Tihar (homonymie).
Aïcha Tihar, née le 14 mars 1991, est une coureuse cycliste algérienne.

## Carrière
Aïcha Tihar est médaillée de bronze à l'américaine aux Championnats d'Afrique de cyclisme sur piste 2017 à Durban. Elle est championne d'Algérie de course en ligne de 2014 à 2017 et championne d'Algérie du contre-la-montre de 2013 à 2017 et en 2019.

## Palmarès sur route
- 2013
  - 2e du championnat d'Algérie sur route
  -  Championne d'Algérie du contre-la-montre
- 2014
  -  Championne d'Algérie sur route
  -  Championne d'Algérie du contre-la-montre
- 2015
  -  Championne d'Algérie sur route
  -  Championne d'Algérie du contre-la-montre
- 2016
  -  Championne d'Algérie sur route
  -  Championne d'Algérie du contre-la-montre
- 2017
  -  Championne d'Algérie sur route
  -  Championne d'Algérie du contre-la-montre
- 2019
  -  Championne d'Algérie du contre-la-montre
  - 2e du championnat d'Algérie sur route

### Classements mondiaux
| Année                                 | 2013 | 2014 | 2015 | 2016 | 2017 | 2018 | 2019 |
| ------------------------------------- | ---- | ---- | ---- | ---- | ---- | ---- | ---- |
| Classement UCI                        | 194e | 229e | 265e | 279e | 299e | nc   | 454e |
|                                       |      |      |      |      |      |      |      |
| Légende : nc = non classéSource : UCI |      |      |      |      |      |      |      |

## Palmarès sur piste

### Championnats d'Afrique
- Durban 2017
  -  Médaillé de bronze de l'américaine (avec la Nigériane Rita Aggo)

### Championnats arabes
- 2012
  - 2e du Scratch
  - 2e de la course aux points
  - 3e de la vitesse
- 2013
  - 3e du Scratch